# Zdeněk Podskalský
Zdeněk Podskalský, né le 18 février 1923 à Malenice et mort le  29 octobre 1993 à Prague, est un réalisateur et scénariste tchèque.

## Biographie
Zdeněk Podskalský naît et a grandi à la campagne, à Malenice près de Strakonice dans la région de Šumava. Il est diplômé de l'école secondaire de Strakonice en 1942. Après la guerr, il étudie à la Faculté des lettres de l'université Charles de Prague (1945-1949) et simultanément à la Académie du cinéma de Prague (1947-1950). À partir de 1951, il est transféré à l'Institut national de la cinématographie de Moscou (VGIK, 1951-1954).
Il réalise et écrit déjà des courts métrages pendant ses études à la FAMU. Il est l'auteur de scénarios pour de nombreux longs métrages et a également joué dans certains d'entre eux. Il fait ses débuts de réalisateur avec la comédie satirique dirigée contre la bureaucratie Entre ciel et terre (1958), pour laquelle il écrit le scénario avec Vlastimil Brodský. Seul le film suivant Kam čert neměť (1959), a connu un succès auprès du public et des critiques. Ses films les plus connus sont La Dame blanche (1965), Le Mondain (1969), La Nuit à Karlštejn (1973) et Chères tantes et moi (1974).
Son film Quand le diable s'en mêle fait partie de la sélection du Festival de Cannes 1960.
Il a également travaillé à la télévision tchécoslovaque, comme réalisateur de productions télévisées, de films, de programmes de divertissement musical, d'émissions en direct et de revues depuis les années 1950. Il fut également l'auteur et le réalisateur de nombreuses soirées du Nouvel An pour la télévision tchécoslovaque.
Il a vécu pendant de nombreuses années à Prague dans une tour au coin de la rue Mostecká surplombant la cathédrale Saint-Nicolas. Il a créé activement jusqu'à la fin des années 1980. Il décède des suites d'une grave maladie à Prague à l'âge de soixante-dix ans.
Son fils Zdenek Podskalský Jr. est également devenu réalisateur.

## Filmographie
réalisateur
- 1958 : Mezi nebem a zemí
- 1959 : Quand le diable s'en mêle (Kam čert nemůže)
- 1965 : Bílá paní
- 1967 : Ta naše písnička česká
- 1969 : Světáci
- 1970 : Ďábelské líbánky,
- 1971 : Fantom operety,
- 1973 : Noc na Karlštejně
- 1974 : Drahé tety a já
- 1978 : Kulový blesk
- 1980 : Trhák
- 1984 : Ohnivé ženy
- 1986 : Velká filmová loupež

scénariste
- 1958 : Mezi nebem a zemí
- 1966 : Poklad byzantského kupce
- 1967 : Ta naše písnička česká
- 1970 : Ďábelské líbánky
- 1973 : Noc na Karlštejně
- 1974 : Drahé tety a já
- 1981 : Křtiny

acteur
- 1963 : Spanilá jízda
- 1966 : Ženu ani květinou neuhodíš
- 1967 : Ta naše písnička česká
- 1980 : Postřižiny
- 1981 : Trhák
- 1981 : Křtiny
- 1983 : Jára Cimrman ležící, spící
- 1986 : Velká filmová loupež